# Dawit Targamadze
Dawit Targamadze, gruz. დავით თარგამაძე (ur. 22 sierpnia 1989 w Tbilisi) – gruziński piłkarz, grający na pozycji pomocnika, reprezentant Gruzji.

## Kariera piłkarska

### Kariera klubowa
Wychowanek klubów Dinamo Tbilisi i Meszakre Agara. W lipcu 2006 trafił do Akademii Piłkarskiej SC Freiburg. 28 września 2008 debiutował w pierwszej jedenastce SC Freiburg. 12 września 2009 debiutował w Bundeslidze w meczu z Eintracht Frankfurt (0:2). W maju 2010 klub anulował kontrakt z piłkarzem. W jego usługach był zainteresowany Karlsruher SC. Jednak w październiku 2010 podpisał kontrakt z FK Ołeksandrija. 8 lipca 2011 strzelił pierwszego gola dla PFK w Premier-lidze. 30 grudnia 2011 podpisał 5-letni kontrakt z Szachtarem Donieck, a następnego dnia został wypożyczony do Illicziwca Mariupol. 25 września 2013 rozegrał ostatni mecz w barwach mariupolskiego klubu, a w lutym 2014 ponownie został wypożyczony tym razem do Urału Jekaterynburg, jednak przejście do rosyjskiego klubu nie zostało zrealizowane. 27 sierpnia 2015 wrócił do PFK Oleksandria, ale tym razem na zasadach wypożyczenia. Latem 2016 opuścił klub z Oleksandrii, a Szachtar w związku z rehabilitacją piłkarza ni przedłużył kontrakt.

### Kariera reprezentacyjna
Występował w juniorskiej i młodzieżowej reprezentacji Gruzji.
Trener reprezentacji Gruzji Temur Kecbaia powołał Targamadze na mecz towarzyski z Polską rozegrany 10 sierpnia 2011 roku w Lubinie. Zawodnik tym samym zadebiutował w pierwszej reprezentacji rozgrywając całe spotkanie, które zakończyło się wynikiem 1-0 dla gospodarzy. 
W październiku 2011 roku w przegranym 1-2 spotkaniu eliminacyjnym Mistrzostw Europy w PN 2012 z Grecją Targamadze strzelił swojego pierwszego gola w seniorskiej kadrze, zdobywając go w 19. minucie.

## Sukcesy i odznaczenia

### Sukcesy klubowe
- mistrz 2. Bundesligi Niemiec: 2009
- mistrz Pierwszej Lihi Ukrainy: 2011

### Sukcesy indywidualne
- najlepszy piłkarz Gruzji: 2011[9]